# Santiago Tequixquiac
El poble de Santiago Tequixquiac, és el cap de municipi del municipi de Tequixquiac i la localitat más poblada del municipi. El nom prové del nàhuatl Tequixquiac que significa "lloc d'aigües salitroses".
Santiago Tequixquiac és un important centre agrícola i comercial, localitzat a la Vall de Mexic y Vall del Mezquital a 84 km al nord de la ciutat de Mèxic, a 40 minuts del suburbi de Cuautitlán Izcalli, però, separat de la muntanya Mesa Ahumada. La ciutat té una població de 26.000 habitants.
El toponim de Santiago Tequixquiac: Prové Santiago del patronim de Sant Jeume Apostle, patró de la parròqua de la localitat, la segona paraula prové de la llengua nàhuatl, és un topònim aglutinat que es compon de tres paraules, Tequixquitl = salitre o tequesquite (carbonat d'insulsa), atl = aigualeix i c = lloc; (Lloc de les aigües salitroses o tequesquitoses).